# Ptychotis saxifraga
Ptychotis saxifraga är en växtart i släktet Ptychotis och familjen flockblommiga växter. Den beskrevs av Henri Loret och A. Barrandon.
Arten är en tvåårig ört som återfinns i nordvästra Medelhavsområdet.